# Kronen (Storbritannien)
Kronen (The Crown) er en juridisk person, der i Commonwealth-stater udgør det retlige indbegreb af regeringsførelse indenfor den lovgivende, udøvende og dømmende magt. Konstruktionen, der er udviklet over tid i Storbritannien, findes ikke i dansk ret. Som begreb repræsenterer kronen en adskillelse imellem på den ene side den fysiske krone og statens ejendom og på den anden monarkens person og private ejendom. Kronen er derfor ikke det samme som en fysisk krone, som f.eks. de britiske kronjuveler, der i øvrigt ejes af kronen og ikke den til enhver tid siddende monark.